# Conservative Quarterly
„Conservative Quarterly“ е българско научно списание за политика и култура, с главен редактор Ирена Тодорова. Членове на редакционния съвет на списанието са Калин Янакиев, Огнян Минчев, Мартин Табаков, Горан Стойковски, Иван Стамболов – Сула и Христо Христов.
Списанието е създадено в началото на 2015 г. като издание на Института за дясна политика и първият му главен редактор е Петър Николов-Зиков. През 2015 и първата половина на 2016 г. излиза на хартия, но впоследствие става само електронно издание. В средата на 2017 г. след като е назначен за заместник-министър на образованието и науката, Петър Николов се оттегля от поста на главен редактор и на негово място е избрана Ирена Тодорова. От редакционната колегия се оттегля и Нено Димов, който е назначен за министър на екологията. Малко по-късно, списанието става собственост на издателство Сиела и отново започва да излиза на хартия.
Изданието публикува научни разработки по проблеми на политиката, историята и културата. В него се поддържат рубриките: „Анализи“, „Политика“, „История“, „Култура“, „Свят“, „Личности“, „Наследство“, „Християнство“, „Либертарианство“, „Рецензии и отзиви“, и др.
Периодичността на Conservative Quarterly е четири книжки годишно (пролет, лято, есен и зима). Всяка от тях съдържа като водещи материали: в рубриката „Свят“ – актуална публична реч на водещ световен политик от десния спектър, и в рубриката „Наследство“ – текст от значим консервативен политически деец или мислител от българската история:
- 2015, кн.1 – Ангела Меркел, Виктор Орбан и Иван Евстр. Гешов
- 2015, кн.2 – Дейвид Камерън, Никола Саркози и Марко Балабанов
- 2015, кн.3 – Тед Круз и Тодор Бурмов
- 2015, кн.4 – Марко Рубио и Константин Стоилов
- 2016, кн.1 – Росен Плевнелиев и Тодор Икономов
- 2016, кн.2 – Тереза Мей, Жан-Клод Юнкер и Иван Вазов
- 2016, кн.3 – Доналд Тръмп и Стефан Попов

Сред авторите на списанието са популярни анализатори като Пламен Павлов, Веселин Методиев, Калин Манолов, Екатерина Михайлова, Андрей Ковачев, Ангел Джамбазки, Милен Радев, Александър Маринов, Андрю Бърнстийн, Милко Палангурски, Тома Биков и др.